# Gryphonycha puberula
Gryphonycha puberula är en skalbaggsart som beskrevs av Fahraeus 1857. Gryphonycha puberula ingår i släktet Gryphonycha och familjen Melolonthidae. Inga underarter finns listade i Catalogue of Life.